# حوزه انتخابیه کهگیلویه، بهمئی، چرام و لنده
حوزهٔ انتخاباتی کهگیلویه ، بهمئی، چرام و لنده یکی از حوزه‌های استان کهگیلویه و بویراحمد برای انتخابات مجلس شورای اسلامی است. این حوزه به مرکزیت دهدشت، ۱ نماینده دارد.

## پی‌نوشت و منبع
- «جدول حوزه‌های انتخابیه در انتخابات نهمین دورهٔ مجلس شورای اسلامی» (PDF). مرکز پژوهش و سنجش افکار صدا و سیما. بایگانی‌شده از اصلی (PDF) در ۵ اكتبر ۲۰۱۸. دریافت‌شده در ۲۷ مارس ۲۰۱۶. تاریخ وارد شده در |archive-date= را بررسی کنید (کمک)